# おーい!まんがだヨー
『おーい!まんがだヨー』は、1973年10月1日から1978年9月29日まで日本テレビが編成していたテレビアニメ再放送枠である。

## 概要
日本テレビは1969年4月から平日8時台に海外アニメの再放送枠を設けていたが、当初は固有枠名無しの状態であった。1973年4月から『朝の子供マンガ劇場』（あさのこどもマンガげきじょう）という枠名が付き、半年後に表題通りの枠名となった。
当初は固有枠名無しの頃と同様に海外アニメの再放送を行っていたが、1974年4月からは国産アニメと特撮ドラマの再放送を行うようになった。再放送される機会が失われている『ドラえもん（第1作）』も、この時期に本枠が再放送していた。

## 編成時間
いずれも日本標準時。8時00分から『読売新聞ニュース』が放送される新聞休刊日には15分繰り下げ。
- 月曜 - 金曜 8時20分 - 8時50分（1973年10月1日 - 1974年3月29日）
- 月曜 - 金曜 8時00分 - 8時30分（1974年4月1日 - 1977年4月1日）
- 月曜 - 金曜 8時25分 - 8時55分（1977年4月4日 - 1978年3月31日）
- 月曜 - 金曜 8時30分 - 8時55分（1978年4月3日 - 1978年9月29日）

## 放送作品一覧
- ずっこけマンガ大作戦 - 『快傑五人組』（原題：The Mighty Heroes）を中心とする海外アニメ2本立て。
- ロケット・ロビンフッド
- ドラえもん（第1作）
- 海底少年マリン - 国内未放送分は初回放送扱い[要説明]。
- 隆一まんが劇場 おんぶおばけ
- ハクション大魔王
- 樫の木モック
- けろっこデメタン
- ガンバの冒険
- スカイヤーズ5 （第2作）
- スーパーロボット マッハバロン
- マッハGoGoGo
- ジムボタン
- 冒険コロボックル
- 海のトリトン
- 好き! すき!! 魔女先生
- アンデルセン物語（『カルピスまんが劇場』版）
- 宇宙の騎士テッカマン
- ワンサくん
- ハゼドン

## 備考
手書きのタイトルカード表示場面には原則としてBGMが掛からなかったが、『アンデルセン物語』の回においては同作品オープニングキャッチのBGM（作曲 - 宇野誠一郎）が流された。